# Habitat, moje miejsce na ziemi

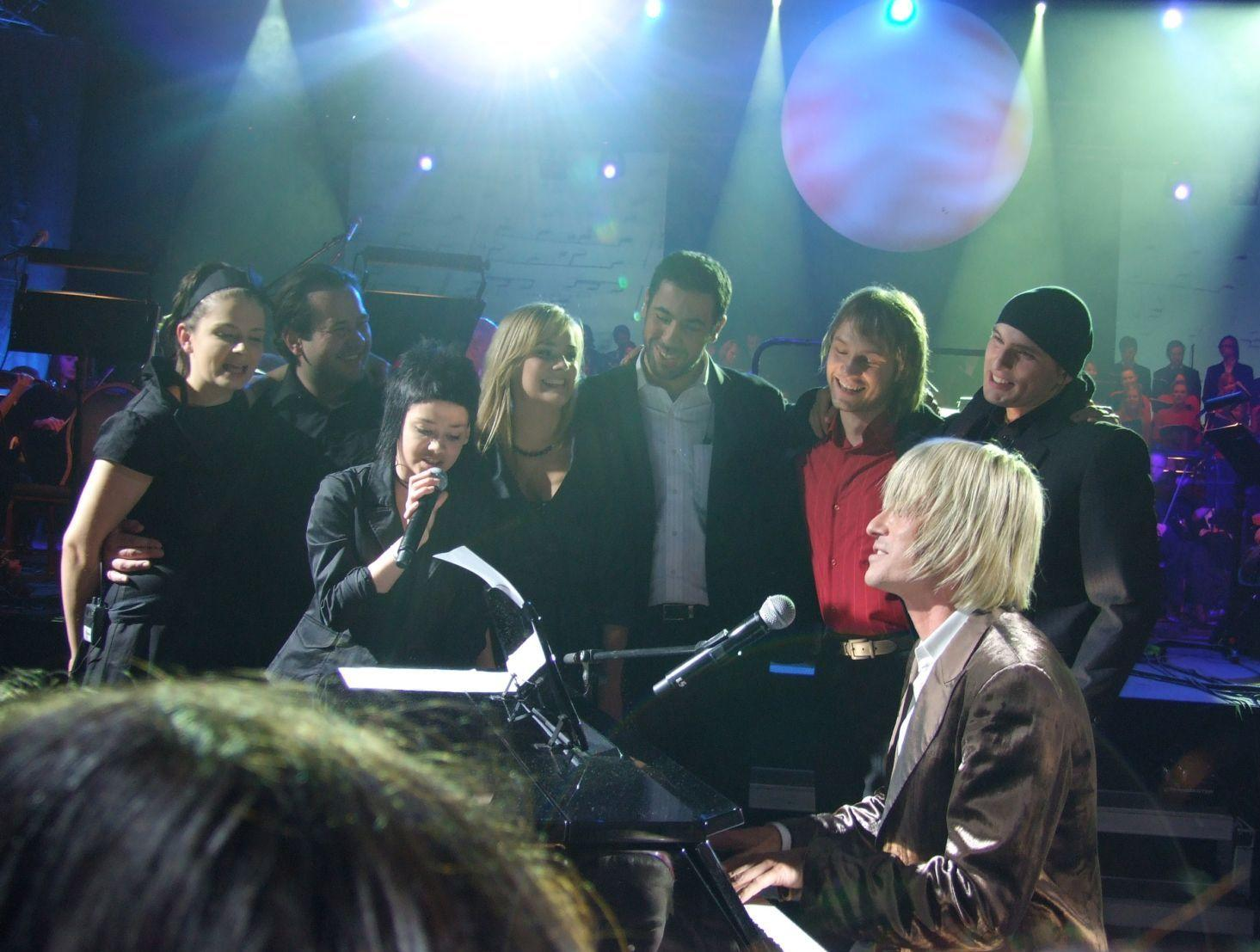
Premierowy koncert w Gorzowie Wielkopolskim, 9 grudnia 2007 roku

Habitat – moje miejsce na Ziemi – oratorium Piotra Rubika. Dwupłytowy album koncertowy ukazał się 25 marca 2008 roku nakładem wytwórni muzycznej EMI Music Poland. Autorem libretta jest Roman Kołakowski, a muzykę skomponował Piotr Rubik.
Koncert został zarejestrowany 9 grudnia 2007 roku podczas finału obchodów 750-lecia Gorzowa Wielkopolskiego, a wysłuchało go prawie pięć tysięcy mieszkańców miasta. W koncercie wystąpili soliści: Zofia Nowakowska, Marta Moszczyńska, Anna Józefina Lubieniecka, Michał Gasz, Grzegorz Wilk, Michał Bogdanowicz, jako narratorzy: Jakub Wieczorek i Przemysław Kapsa. Solistom towarzyszyła krakowska orkiestra symfoniczna „Horizon”, Wrocławski Chór Akademicki pod dyrekcją Alana Urbanka oraz częstochowski chór „La Musica Corale” pod dyrekcją Beaty Ciemny.
W nagraniu udział wzięli reprezentanci muzyki klubowej – DJ Kostek, DJ Simo, beatbox trio: Al-fatnujah oraz Robert Leszczyński. Na jednej scenie, podczas nagrania koncertu, zaprezentowało się 190 wykonawców.
Habitat - moje miejsce na Ziemi pierwotnie miał być pierwszą odsłoną tryptyku Oratorium dla Świata. Jednak kolejne produkcje do tej pory nie zostały zrealizowane.

## Single
Pierwszym singlem promującym płytę został utwór „To cała prawda”. W czerwcu 2007 odbyła się premiera piosenki podczas koncertu TOPtrendy oraz video w formie fotoreportażu. 27 września 2007 roku ukazał się oficjalny teledysk do singla. Piosenka została wydana również w wersji angielskiej „The right to love”. Drugim singlem został utwór „Świat się nie kończy”, jego premiera odbyła się 28 stycznia 2008 roku. Piosenka była wykonywana również w wersji słowackiej „Svet sa nekončí”. Trzecim singlem został utwór „Most dwojga serc”, premiera teledysku odbyła się 30 października 2010 roku.

## Sprzedaż
Płyta dotarła na 1. miejsce sprzedaży w połowie marca 2008 roku. Album uzyskał status podwójnie platynowej płyty.
| Kraj   | Lista sprzedaży (2008)    | Najwyższa pozycja | Certyfikat                | Sprzedaż |
| ------ | ------------------------- | ----------------- | ------------------------- | -------- |
| Polska | Oficjalna Lista Sprzedaży | 1                 | podwójnie platynowa płyta | 40 000+  |

## Lista utworów
| CD 1 | CD 1                                                                                     | CD 1             | CD 1        | CD 1    |
| Nr   | Tytuł utworu                                                                             | Słowa            | Muzyka      | Długość |
| ---- | ---------------------------------------------------------------------------------------- | ---------------- | ----------- | ------- |
| 1.   | „Habitat. Prolog” (śpiew: wszyscy soliści)                                               | Roman Kołakowski | Piotr Rubik | 5:27    |
| 2.   | „Astrologia” (śpiew: Zofia Nowakowska i Grzegorz Wilk)                                   | Roman Kołakowski | Piotr Rubik | 4:23    |
| 3.   | „Miłość ocali świt” (śpiew: Michał Gasz)                                                 | Roman Kołakowski | Piotr Rubik | 3:59    |
| 4.   | „Skamieniałe łzy” (śpiew: wszyscy soliści)                                               | Roman Kołakowski | Piotr Rubik | 4:41    |
| 5.   | „Nieśmiertelności nie odbierze nam Bóg” (śpiew: Anna J. Lubieniecka i Marta Moszczyńska) | Roman Kołakowski | Piotr Rubik | 4:53    |
| 6.   | „Katedra” (śpiew: Michał Bogdanowicz)                                                    | Roman Kołakowski | Piotr Rubik | 5:05    |
| 7.   | „Serce dzwonu” (śpiew: wszyscy soliści)                                                  | Roman Kołakowski | Piotr Rubik | 5:09    |
| 8.   | „Most Dwojga Serc” (śpiew: Piotr Rubik i Marta Moszczyńska)                              | Roman Kołakowski | Piotr Rubik | 4:13    |
| 9.   | „Jak pieśni Papuszy” (śpiew: Anna Józefina Lubieniecka)                                  | Roman Kołakowski | Piotr Rubik | 5:05    |
|      |                                                                                          |                  |             | 42:55   |

| CD 2 | CD 2                                                                                         | CD 2             | CD 2        | CD 2    |
| Nr   | Tytuł utworu                                                                                 | Słowa            | Muzyka      | Długość |
| ---- | -------------------------------------------------------------------------------------------- | ---------------- | ----------- | ------- |
| 1.   | „Jesteśmy inni” (śpiew: wszyscy soliści)                                                     | Roman Kołakowski | Piotr Rubik | 5:15    |
| 2.   | „Schody donikąd” (śpiew: Marta Moszczyńska i Michał Bogdanowicz)                             | Roman Kołakowski | Piotr Rubik | 3:50    |
| 3.   | „To cała prawda” (śpiew: Anna J. Lubieniecka, Zofia Nowakowska, Grzegorz Wilk i Michał Gasz) | Roman Kołakowski | Piotr Rubik | 3:49    |
| 4.   | „Kropelka rosy, kropla krwi” (śpiew: Zofia Nowakowska i Michał Gasz)                         | Roman Kołakowski | Piotr Rubik | 5:14    |
| 5.   | „Przylądek Dobrej Nadziei” (śpiew: Marta Moszczyńska i Grzegorz Wilk)                        | Roman Kołakowski | Piotr Rubik | 5:55    |
| 6.   | „Świat się nie kończy” (śpiew: Anna Józefina Lubieniecka i Michał Gasz)                      | Roman Kołakowski | Piotr Rubik | 4:16    |
| 7.   | „Niezmienność” (śpiew: Zofia Nowakowska)                                                     | Roman Kołakowski | Piotr Rubik | 4:06    |
| 8.   | „Habitat. Epilog” (śpiew: wszyscy soliści)                                                   | Roman Kołakowski | Piotr Rubik | 5:49    |
| 9.   | „Kocham żyć” (śpiew: Anna Józefina Lubieniecka i Grzegorz Wilk)                              | Roman Kołakowski | Piotr Rubik | 4:02    |
|      |                                                                                              |                  |             | 42:16   |